# Campo vettoriale di Killing
In matematica, un campo vettoriale di Killing è un campo vettoriale su una varietà riemanniana (o pseudo-riemanniana) che preserva la metrica. I campi di Killing sono i generatori infinitesimali delle isometrie.
I vettori di Killing sono chiamati così in onore di Wilhelm Killing.

## Definizione
Un campo vettoriale X si dice campo di Killing se la derivata di Lie della metrica g lungo X è nulla:
{\displaystyle {\mathcal {L}}_{X}\,g=0\,.}
In termini della connessione di Levi-Civita questa equazione si scrive come:
{\displaystyle g\left(\nabla _{Y}X,Z\right)+g\left(Y,\nabla _{Z}X\right)=0\,}
per ogni vettore Y e Z. In coordinate locali, equivale all'equazione di Killing,
{\displaystyle \nabla _{\mu }X_{\nu }+\nabla _{\nu }X_{\mu }=0\,.}
Questa condizione è espressa in forma covariante. Pertanto, è sufficiente stabilirla in un sistema di coordinate e sarà valida in ogni altro.
In una varietà n-dimensionale, esistono al più n(n+1)/2 vettori di Killing indipendenti.

## Esempi
In {\displaystyle \mathbb {R} ^{2}} con la metrica {\displaystyle ds^{2}=dx^{2}+dy^{2}}, esistono 3 vettori di Killing, che corrispondono alle due traslazioni lungo gli assi coordinati e alla rotazione rispetto all'origine.
Nella 2-sfera con la metrica {\displaystyle ds^{2}=d\theta ^{2}+\sin ^{2}\theta d\phi ^{2}}, esistono 3 vettori di Killing, che corrispondono alle rotazioni nello spazio.
In generale, i vettori di Killing chiudono un'algebra di Lie, e le isometrie da essi generate formano un gruppo. Nella 2-sfera, si ha il gruppo SU(2), mentre nello spaziotempo con la metrica di Minkowski si ha il gruppo di Poincaré.